# Deutsche Physikalische Gesellschaft
A Deutsche Physikalische Gesellschaft (DPG, Sociedade de Física da Alemanha) é a maior organização de físicos do mundo. Em 2012 o número de seus membros era de 62 000. A sociedade organiza uma conferência anual (Jahrestagung) e diversas conferências de primavera (Frühjahrstagungen), em diferentes locais.

## Formação
A DPG foi fundada em 1899, sucedendo a Physikalische Gesellschaft zu Berlin (Sociedade dos Físicos de Berlim), estabelecida em 14 de janeiro de 1845. Os seis fundadores da Physikalische Gesellschaft zu Berlin foram: 
- Gustav Karsten (1820-1900, físico)
- Wilhelm Heinrich Heintz (1817-1880, químico)
- Hermann Knoblauch (1820-1895, físico)
- Ernst Wilhelm von Brücke (1819-1892, fisiologista)
- Emil du Bois-Reymond (1818-1896, fisiologista)
- Wilhelm von Beetz (1822-1886, físico)

Somente três dos fundadores eram físicos, e todos os seis fundadores ainda não tinham 28 anos de idade, e todos alunos do físico Heinrich Gustav Magnus. 

## Presidentes

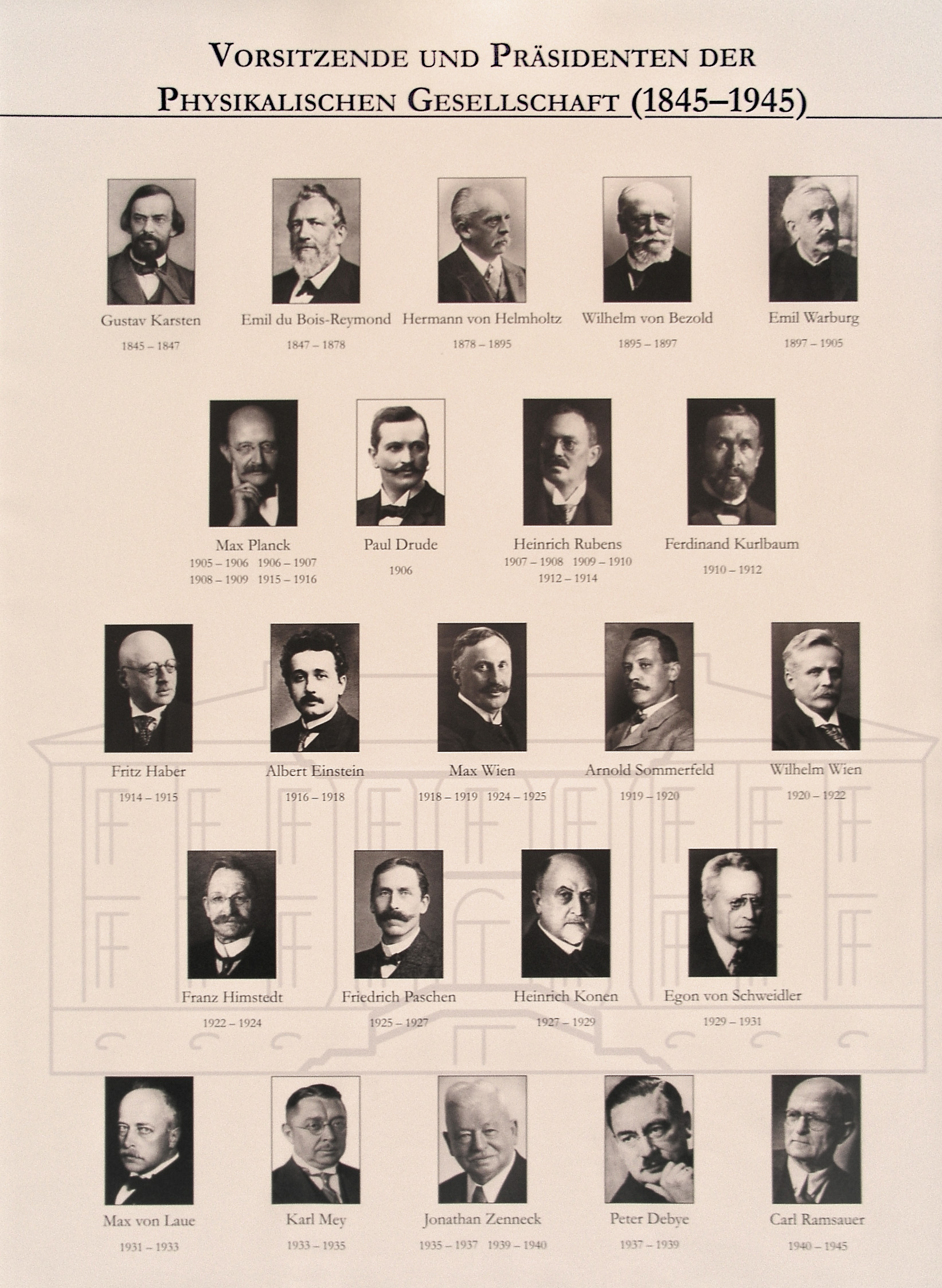
Presidentes da Deusche Physikalische Gesellschaft, Magnus-Haus, Berlim

| Período   | Nome                           |
| --------- | ------------------------------ |
|           |                                |
| 1845–1847 | Gustav Karsten                 |
| 1847–1878 | Emil du Bois-Reymond           |
| 1878–1895 | Hermann von Helmholtz          |
| 1895–1897 | Wilhelm von Bezold             |
| 1897–1899 | Emil Warburg                   |
| 1899–1905 | Emil Warburg                   |
| 1905–1906 | Max Planck                     |
| 1906      | Paul Drude                     |
| 1906–1907 | Max Planck                     |
| 1907–1908 | Heinrich Rubens                |
| 1908–1909 | Max Planck                     |
| 1909–1910 | Heinrich Rubens                |
| 1910–1912 | Ferdinand Kurlbaum             |
| 1912–1914 | Heinrich Rubens                |
| 1914–1915 | Fritz Haber                    |
| 1915–1916 | Max Planck                     |
| 1916–1918 | Albert Einstein                |
| 1918–1919 | Max Wien                       |
| 1919–1920 | Arnold Sommerfeld              |
| 1920–1922 | Wilhelm Wien                   |
| 1922–1924 | Franz Himstedt                 |
| 1924–1925 | Max Wien                       |
| 1925–1927 | Friedrich Paschen              |
| 1927–1929 | Heinrich Konen                 |
| 1929–1931 | Egon Schweidler                |
| 1931–1933 | Max von Laue                   |
| 1933–1935 | Karl Mey                       |
| 1935–1937 | Jonathan Zenneck               |
| 1937–1939 | Peter Debye                    |
| 1939–1940 | Jonathan Zenneck               |
| 1940–1945 | Carl Ramsauer                  |
| 1950–1951 | Jonathan Zenneck               |
| 1952–1953 | Karl August Wolf               |
| 1954      | Richard Becker                 |
| 1955      | Karl August Wolf               |
| 1956–1957 | Walther Gerlach                |
| 1958–1959 | Ferdinand Trendelenburg        |
| 1960–1961 | Wilhelm Walcher                |
| 1962–1963 | Konrad Ruthardt                |
| 1964–1965 | Fritz Bopp                     |
| 1966–1967 | Wolfgang Finkelnburg           |
| 1968–1969 | Martin Kersten                 |
| 1970–1971 | Karl Ganzhorn                  |
| 1972–1973 | Werner Buckel                  |
| 1974–1975 | Otto Koch                      |
| 1976–1977 | Hans-Joachim Queisser          |
| 1978–1979 | Heinrich Welker                |
| 1980–1981 | Horst Rollnik                  |
| 1982–1983 | Karl Joachim Schmidt-Tiedemann |
| 1984–1986 | Joachim Treusch                |
| 1986–1988 | Joachim Trümper                |
| 1988–1990 | Otto Gert Folberth             |
| 1990–1992 | Theo Mayer-Kuckuk              |
| 1992–1994 | Herwig Schopper                |
| 1994–1996 | Hans G. Danielmeyer            |
| 1996–1998 | Markus Schwoerer               |
| 1998–2000 | Alexander M. Bradshaw          |
| 2000–2002 | Dirk Basting                   |
| 2002–2004 | Roland Sauerbrey               |
| 2004–2006 | Knut Urban                     |
| 2006-2008 | Eberhard Umbach                |
| 2008-2010 | Gerd Litfin                    |
| 2010-2012 | Wolfgang Sandner               |
| 2012-2014 | Johanna Stachel                |
| 2014-2016 | Edward Krubasik                |
| 2016-2018 | Rolf-Dieter Heuer              |
| 2018-2020 | Dieter Meschede                |
| 2020-2022 | Lutz Schröter                  |